# 伊集院忠朗
伊集院 忠朗（いじゅういん ただあき、生没年不詳）は、戦国時代の武将。島津氏の家臣。大和守。道号は孤舟。伊集院忠公の子。

## 略歴
島津忠良、貴久父子に仕えた。天文18年（1549年）の黒川崎の戦いでは子忠倉と共に出陣して、暴風に乗じた奇襲策で肝付兼演を破り、降伏させている。天文23年（1554年）、岩剣城を攻めた際、忠朗の進言で島津軍は初めて鉄砲を実戦に投入して本格的に使ったという。それらの功績から、弘治2年（1556年）まで家老として島津氏の政務を取り仕切ることとなった。
永禄4年（1561年）には、肝付兼続との宴席で兼続を巧みに挑発し、いずれはその領土を呑み込もうと考えていた肝付氏との戦端を開いたという逸話もある。
忠朗の時代に、伊集院氏は島津氏における地位を確固たるものとしたとされる。

## 系譜
- 父：伊集院忠公
- 母：不詳
- 妻：不詳
  - 男子：伊集院忠倉